# Solofrana
Il Solofrana è un torrente tributario del fiume Sarno per il tramite del canale artificiale denominato Alveo comune nocerino. Ha origine presso Sant'Agata Irpina, frazione del comune di Solofra, da dove raccoglie le acque di vari torrenti.

## Storia
L'Agro Nocerino ha tre gole principali, attraverso le quali comunica coi territori più elevati che la circondano, una va verso Cava de' Tirreni, un'altra verso Pecorari (Nocera Superiore) e la terza verso Codola (Castel San Giorgio).
Ed è attraverso queste tre vie che, nel 1700, scorrevano i tre principali torrenti, che portavano acqua a valle nei periodi delle piogge: il Cavaiola, il Citola e il Solofrana.
L'ultimo di questi torrenti era, in realtà, formato da due corsi principali distinti: uno veniva dalla Valle di San Severino e l'altro dalle valli più lontane di Solofra, e di Montoro.
In località Mercato di San Severino, le due vallate diventano una sola e, da quel punto, il torrente prendeva il nome di Solofrana e si avviava verso Codola, raccogliendo lungo il percorso le acque provenienti da Bracigliano e Siano, sulla destra, e dai valloni dei monti posti alla sua sinistra.
Arrivato all’Osteria della Codola, la Solofrana si divideva in due rami: uno denominato fiume dei Corvi e l'altro di Casarzano, i quali, giunti nei pressi del Campo di Nocera, tra i comuni di Nocera Inferiore e Nocera Superiore, si riunificavano e, insieme al torrente Citola, andavano a passare, per un condotto coperto, sotto il Quartiere Militare di Nocera Inferiore, per poi infilarsi in un alveo stretto e tortuoso, detto il Fiuminale.
La soluzione adottata nel 1803 dal Marchese della Valva, Soprintendente dei Ponti e delle Strade, per risolvere il problema dell'allagamento di Nocera e dei suoi casali, comportò, tra l'altro, l'unione, all'altezza del Quartiere militare, dei corsi d'acqua del Cavaiola e del Solofrana, in un unico alveo artificiale, detto Alveo Comune Nocerino.
In epoca medievale tale torrente era chiamato flubio nel territorio di Solofra, riu sicchum nella piana di Montoro fino a Rota (l'odierna S.Severino) e Saltera da Rota a Nocera.

## Il Solofrana oggi
Il torrente Solofrana, si estende per circa 25 km dalla sorgente fino alla confluenza con la Cavaiola e sottende un bacino di circa 260 km².
Esso nasce in località Sant'Agata Irpina (frazione di Solofra), dove confluiscono le acque del Vallone Spirito Santo, provenienti da Solofra, e le acque del Vallone dei Granci, provenienti dallo spartiacque del fiume Sabato. 
La Solofrana è alimentata inoltre dagli scarichi delle concerie di Solofra, da quelli provenienti dal polo industriale di Mercato San Severino, Fisciano e Castel San Giorgio, e dai reflui urbani dei comuni che attraversa.
Nel primo tratto, esso scorre in un alveo naturale caratterizzato da alte sponde in terra, poi, dalla località S. Pietro, in comune di Montoro, fino alla confluenza con il Cavaiola, è delimitato da muri spondali, che realizzano sezioni di deflusso estremamente variabili. Il Solofrana accoglie, in sinistra idraulica, il torrente Calvagnola (5 km circa), proveniente dal gruppo dei monti compresi tra il Monte Caruso e il poggio di S.Michele, nonché il torrente Lavinaio (7,6 km circa), che scende dai monti di Fisciano. 
In destra idraulica, invece, riceve le acque del Rio Laura (3,7 km circa), proveniente dai versanti di Piano di Montoro, e del torrente Lavinaro (7 km circa), che sorge dalla catena montuosa di Pizzo d'Alvano, nel comune di Bracigliano.
Dopo aver attraversato al coperto tutto l'abitato di Mercato San Severino e il territorio del Comune di Castel San Giorgio, il Solofrana si immette nella gola di Codola, dove si biforca nel Torrente Casarsano (oggi praticamente scomparso) e nel Torrente dei Corvi, che poi si ricongiungono nei pressi della località il Campo di Nocera e si avviano uniti a confluire nella Cavaiola, nei pressi del Quartiere Militare di Nocera.